# Joan Jett
Joan Marie Larkin, bolje poznana kot Joan Jett, ameriška rock pevka, kitaristka, tekstopiska,  glasbena producentka in igralka, * 22. september 1958, Filadelfija, Pensilvanija, Združene države Amerike.
Joan Jett je s klasičnimi hiti, kot so »I Love Rock 'n' Roll« (njena najuspešnejša priredba, ki je zasedala prvo mesto na Billboard Hot 100 vse od 20. marca do 1. maja 1982 ), »Bad Reputation«, »I Hate Myself for Loving You«, »Do You Wanna Touch Me« in »Crimson and Clover«, postala ena izmed najpomembnejših žensk v zgodovini rocka.
V svoji karieri so jo večkrat imenovali »Queen of Rock 'n'Roll«, »Godmother of Punk« in »Original Riot grrl«. Revija Rolling Stone jo je uvrstila na 87. mesto v kategoriji 100 največjih kitaristov vseh časov in je ena od le dveh žensk na seznamu.
Že več kot 20 let je vegetarijanka in podpira organizaciji PETA in Farm Sanctuary.

## Biografija

### 1958–1975: Zgodnje življenje
Joan Jett, rojena Joan Marie Larkin 22. septembra 1958, v bolnišnici Lankenau v Wynnewoodu, Pensilvanija. Leta 1967 se je z družino preselila v Baltimore Rockville, Maryland, kjer je obiskovala Randolph Junior High in Wheaton High School. Štiri leta kasneje, pri svojih 13. letih, je dobila prvo kitaro. Plačala je nekaj učnih ur igranja, vendar je kmalu nehala. Želela je igrati rock pesmi, kot so Smoke on the Water, Johnny B. Goode, vendar ji učitelj ni dovolil igrati ničesar drugega razen country pesmi.
Pri 14 letih se je z družino ponovno preselila, tokrat v mesto West Covina, predmestje Los Angelesa, Južna Kalifornija. Začela je obiskovali popularen mladinski klub Rodney Bingenheimer's English Disco, kjer je dobila navdih v glam rock zvezdah tistega časa. To so bile predvsem zvezde britanskega popa iz zgodnjih sedemdesetih, kot so David Bowie, Suzi Quatro, Gary Glitter, T. Rex in Slade, ki so Joan najbolj prevzele. Izmed teh je največji vpliv nanjo naredila Suzi Quatro; prva bas kitaristka, ki je postala velika rock zvezda. Od nje je prevzela slog oblačenja in »shag« frizuro.

### 1975–1979: The Runaways
Leta 1975 je 15-letna kitaristka Joan Jett z bobnarko Sandy West ustanovila skupino The Runaways, katere producent je bil Kim Fowley. Skupini so se pridružile še Lita Ford na glavni kitari, Jackie Fox na bas kitari in Cherie Currie na glavnem vokalu.
V letu 1976 so izdale prvi album The Runaways, ki ni doživel velikega uspeha razen punk pesmi »Cherry Bomb«, ki sta jo za Cherie Currie napisala Joan Jett in Kim Fowley na njeni avdiciji za glavno vokalistko skupine.
Leta 1977 so izdale album z naslovom Queens of Noise, ki je vseboval pesmi, kot sta »Born to Be Bad« in »Neon Angels«. Tudi ta album se je slabo prodajal v Združenih državah Amerike, vendar so doživele velik uspeh na Japonskem, kjer so prejele tri zlate certifikacije za pesmi. Potovale so po celem svetu in bile predskupina Cheap Trick, Van Halen in Tom Petty and the Heartbreakers.
Ko sta sredi leta 1977 po hujšem sporu skupino zapustili Cherie Currie in Jackie Fox, je Joan Jett, ki je že prej skrbela skorajda v celoti za glasbo skupine, postala glavna vokalistka. Čeprav so bile zelo popularne v Evropi, Aziji, Avstraliji, Kanadi in Južni Ameriki ter na sebe opozorile kot predskupina na turneji Ramonesov leta 1978, v ZDA niso zbudile tolikšne pozornosti.
The Runaways so izdale še dva albuma, Waitin' for the Night in And Now… The Runaways, preden se je njihova pot z založbo Mercury končala.
Njihov zadnji nastop je bil na silvestrovo leta 1978 v San Franciscu, uradno pa so razpadle v aprilu naslednjega leta. V intervjuju za revijo Esquire je Jett povedala: »Ko je skupina The Runaways razpadla, nisem vedela, kaj bi želela početi. Razpad je kot izguba zelo dobrega prijatelja. Je kot smrt.«

### 1979–1981: Solo kariera
Po odločitvi, da nadaljuje solo kariero, je Jett preživela nekaj časa v Angliji, kjer je delala z legendarnima članoma punk skupine Sex Pistols, Paulom Cookom in Stevom Jonesom. Z njima je leta 1979 posnela priredbo pesmi »I Love Rock 'n' Roll«, ki se je pojavila na albumu Flashback leta 1993. Po povratku v Los Angeles je delala kot producentka prvega albuma skupine Germs.
Poskusila se je tudi v igralskih vodah. Igrala je v filmu, ki temelji na zgodbi skupine The Runaways z naslovom »We're All Crazy Now«, vendar film ni nikoli izšel. Približno v tem času je spoznala producenta Kennyja Laguno in tekstopisca Ritchieja Cordella, ki sta ji pomagala pri njenem prvem solo albumu. Pri nastajanju plošče je pomoč dobila s strani rock skupine The Who, ki so ji dovolili, da uporabi njihove snemalne prostore. Kasneje je v reviji Rolling Stone povedala: "Ne bi mogli posneti plošče, če nam ne bi pomagali. V bistvu so nam dovolili snemati, iz česar je kasneje nastala pesem »Bad Reputation«, in rekli: 'Plačaj nam, ko boš lahko'."
Po 28 neuspelih poskusih dobiti založbo, ki bi ji izdala ploščo, je leta 1980 kot prva ženska v glasbeni industriji, s Kennyjem Laguno ustanovila lastno, neodvisno znamko, Blackheart Records. Za ustanovitev založbe sta uporabila denar, ki je bil namenjen šolanju Lagunove hčere.
Njen prvi solo album, izdan v samozaložbi z naslovom Joan Jett, je prišel na evropsko tržišče 17. maja 1980.

### 1981–1997: Joan Jett & the Blackhearts
Jett je ustanovila skupino the Blackhearts med izidom albuma Bad Reputation in njenega drugega albuma I Love Rock 'n'Roll. Člane skupine je iskala tako, da je dala oglas v revijo L.A. Weekly: »Iščem tri dobre fante.«
 Avdicija se je odvijala v studiu S.I.R., kjer je za čas avdicije vlogo basista prevzel John Doe, takratni član skupine X. Omenil ji je lokalnega bas kitarista Gary Ryana, pripadnika punk scene, ki je bil oboževalec Joan Jett in The Runaways že več let. Jettova ga je na avdiciji prepoznala in sprejela v skupino. Gary je za kitarista predlagal Erica Ambela, s katerim sta skupaj igrala v skupini Rik L. Rik. Kot zadnji član se je skupini pridružil bivši bobnar skupine The Avengers, Danny »Furious« O'Brien. V tej sestavi so zaigrali v nekaj klubih po Ameriki, nakar so odšli na prvo evropsko turnejo, ki jo je v glavnem sestavljala turneja po Nizozemski in par nastopov po Angliji.
Po zaključeni evropski turneji so z novo avdicijo poiskali zamenjavo za O'Briena, saj je le-ta ostal v Angliji. Izbrali so Leeja Crystala, ki je pred tem sodeloval na albumu pevca Sylvain Sylvain. Sledila je turneja po Združenih državah Amerike, kjer so pridobili mnogo občudovalcev. Ker se je album Joan Jett v samozaložbi dobro prodajal, je založba Boardwalk z Jett podpisala pogodbo in ponovno izdala album za ameriški trg januarja 1981, tokrat pod imenom Bad Reputation, ki je kmalu dosegel 51. mesto na Ameriški lestvici.
Po letu dni snemanja, med katerim so zamenjali Ambela z novim kitaristom Rickyjem Byrdom, in nastopanja so Joan Jett & the Blackhearts posneli najuspešnejšo ploščo I Love Rock 'n' Roll, ki je bila izdana decembra 1981. Največji hiti so bili »Little Drummer Boy«, »Crimson and Clover« in »I Love Rock 'n' Roll«. Slednjo pesem je že drugič priredila, tokrat s svojo skupino. Uradno je bila pesem izdana 20. januarja 1982. Gre za singl »I Love Rock 'n' Roll« skupine Arrows, ki jo je prvič slišala na televizijski oddaji Arrows v Angliji med turnejo The Runaways. Na vrhu glasbene lestvice Billboard Hot 100 je pesem obstala sedem zaporednih tednov in prejela platinasto certifikacijo RIAA. Revija Rolling Stone je Jettino različico pesmi uvrstila na 89. mesto stotih najboljših pesmi za kitaro.
Tudi drugi in tretji singl, vzet iz albuma Bad Reputation, »Crimson and Clover« in »Do You Wanna Touch Me (Oh Yeah)«, sta se istega leta uvrstila med top 10 oz. med top 20 v poletju 1982. Leta 1983 je izdala Album, ki je postal zlat, vendar razen pesmi »Fake Friends« in priredbe »Everyday People« ni dosegel takšnega uspeha kot prejšnji.
Leta 1984 je izdala nov album Glorious Results of a Misspent Youth s priredbo hita skupine The Runaways, »Cherry Bomb«.

Konec leta 1985 je imela velik MTV silvestrski koncert, kateremu je naslednje leto sledila še vloga v filmu Light of Day. Film ni dosegel pričakovanega uspeha, razen pesmi »Light of Day«, ki jo je posebej za film napisal Bruce Springsteen. V tem času sta skupino zapustila Ryan in Crystal, ki sta ju nadomestila Thommy Price in Kasim Sulton. Skupaj so še v istem letu izdali album Good Music. Joan Jett & the Blackhearts so postali prva rock skupina, ki je nastopila v gledališču Lunt-Fontanne na Broadwayu in podrla rekord tistega časa za najhitreje razprodane karte. Leta 1988 se je Jett vrnila na lestvice s hitoma »I Hate Myself for Loving You« in »Little Liar« na plošči Up Your Alley. Album je bil večkrat platinast. 
Pesem »House of Fire«, ki jo je napisala skupaj z Desmondom Childom je uporabil Alice Cooper na svojem albumu Trash.
Album The Hit List, izdan leta 1990, je sestavljen iz priredb znanih skladb, kot so »Love Hurts«, »Pretty Vacant«, »Roadrunner USA« in »Have You Ever Seen the Rain?«.
Zadnja plošča, ki jo je izdala z založbo Sony/CBS, je Notorious leta 1991. Kasneje je prestopila k založbi Warner Bros. Leta 1993 je sledila kompilacijska plošča njene dosedanje kariere Flashback, izdana v lastni založbi Blackheart Records.
Pozitivne kritike je dobila za leta 1994 izdan album Pure and Simple, ki je poimenovan po njenem glasbenem stilu. Reviji Guitar Player je po izdanem albumu povedala: »Naša glasba je še vedno čist in preprost osnovni rock.«
Poleg svoje glasbene kariere je bila producentka različnim glasbenikom, pretežno ženskim rock skupinam, kot so Bikini Kill, Babes in Toyland ter L7.
8.  junija 1997 izdan album Fetish vsebuje mešanico starih in novih pesmi.

### 1997 - danes
19. maja 1999 je nastopila za vojake v Bosni in na Kosovu.
9. novembra 2001 je v New Jerseyu prvič nastopila skupaj s Springsteenom in zaigrala »Light of Day« za pomoč družinam prizadetih v terorističnem napadu na World Trade Center.
Po dolgem premoru in težavah z lastno založbo je leta 2004 predstavila nov album, Naked, ki je bil izdan le na Japonskem. Čez dve leti je ta album, rahlo spremenjen, izdala za ameriški trg pod imenom Sinner. Obe plošči sta bili izdani v njeni založbi.
25. obletnico založbe Blackheart Records sta 2005 Jett in Laguna praznovala na razprodanem koncertu v Manhattan Webster Hallu, kjer so poleg Joan Jett & the Blackhearts nastopili še The Eyeliners in The Vacancies kot predskupini.
Novembra 2007 so se Joan Jett & the Blackhearts pojavili na odru s skupino Motörhead in pevcem Alice Cooperjem na turneji v Angliji. Istega leta so bili tudi predskupina Aerosmithov na njihovi turneji 2007 World Tour.
14. januarja 2007 so prvič predvajali nov uvodni video serije American Chopper, v katerem nastopa Joan Jett s pesmijo »Bad Reputation«.
Kot predskupina skupine Green Day je skupaj s Frankom Turnerjem in skupino Paramore nastopila na angleški turneji junija 2010. Septembra istega leta je ponovno nastopila s skupino Aerosmith na njihovi kanadski turneji.
Slaba dva meseca kasneje, novembra 2010, je izšla biografija Joan Jett s fotografijami. Knjiga zajema vso pevkino kariero, od nastopanja v skupini The Runaways do danes.

### Film: The Runaways
Bila je producentka filma The Runaways, ki opisuje življenje in delovanje skupine The Runaways. Zgodba sloni na knjigi Neon Angel: A Memoir of a Runaway pevke Cherie Currie. Film se najbolj posveti takratnemu odnosu med Jettovo in pevko Cherie Currie, preden je slednja zapustila skupino. Kitaristko Joan Jett je igrala Kristen Stewart, pevko Cherie Currie pa Dakota Fanning. Premierno je bil prikazan na Sundance Film Festivalu 24. januarja 2010. Film je dobil dobre kritike.
| “ | Moja kitara ni predmet. Je podaljšek mene. Je to, kar sem. | ” |
|   | — Joan Jett , vir                                          |   |

## Nagrade in priznanja
- Revija Rolling Stone jo je leta 2003 uvrstila na 87. mesto stotih najboljših kitaristov vseh časov. Na letvici se je poleg nje pojavila samo še samo ena ženska, Joni Mitchel na 72. mestu.[4]
- Leta 2006 je ameriška revija Hit Parader Joan Jett uvrstila na 65. mesto stotih najboljših pevcev vseh časov.[20]
- Joan Jett je že od leta 1977 kot članica The Runaways igrala na kitaro Melody Maker proizvajalca Gibson. Ta je izdelal omejeno število kitar serije Melody Maker z njenim podpisom.[3]
- 27. septembra 2011 je bila prvič nominirana za vpis v Hram slavnih rokenrola.[21]
- Novembra 2012 je dobila nagrado Nanci Alexander Activist Award zaradi njenega humanitarnega dela za živali.[22]
- Oktobra leta 2012 je bila ponovno nominirana za vpis v Hram slavnih rokenrola.[23]

## Diskografija
| Studijski albumi (Joan Jett & the Blackhearts): - I Love Rock ’n’ Roll (1981) - Crimson & Clover (1981) - Album (1983) - Glorious Results of a Misspent Youth (1984) - I Need Someone (1984) - Good Music (1986) - Up Your Alley (1988) - Hit List (1990) - Notorious (1991) - Flashback (1993) - Do You Wanna Touch Me (1993) - Pure und Simple (1994) - Great Hits (1996) - Fit to Be Tied (1997) - Fetish (1999) - Jett Rock (2003) - Naked (2004) - Sinner (2006) - Greatest Hits (2010) - Unvarnished (2013) | Samostojno izdani albumi: - Joan Jett (1980) - Bad Reputation (1981) Kompilacijski albumi: - Do You Wanna Touch Me (1993) - Flashback (1993) - Great Hits (1996) - Fit to Be Tied (1997) - Fetish (1999) - Jett Rock (2003) - Greatest Hits (2010) Posebna izdaja za oboževalce: - Cherry Bomb (1995) - 1979 (1995) - Unfinished Business (2001) |